# MYO3A
La miosina IIIA es una proteína que en los humanos está codificada por el gen MYO3A.
La proteína codificada por este gen pertenece a la superfamilia de miosinas. Las miosinas son proteínas motoras dependientes de actina y se clasifican en miosinas convencionales (clase II) y miosinas no convencionales (clase I y III a XV) en función de sus dominios variables de unión de carga C-terminal. Las miosinas de clase III, como esta, tienen un dominio N-terminal de quinasa para los dominios motores N-terminales conservados y se expresan en fotorreceptores. La proteína codificada por este gen juega un papel importante en la audición en humanos. Se ha demostrado que tres mutaciones recesivas diferentes de pérdida de función en la proteína codificada causan pérdida auditiva progresiva no sindrómica. La expresión de este gen está altamente restringida, con la expresión más fuerte en retina y cóclea.